# Quodvultdeus de Carthage
Quodvultdeus (du latin Quod Vult Deus, « ce que Dieu veut ») est un évêque de Carthage du Ve siècle déclaré saint et confesseur de la foi. Il est fêté par l'Église catholique le 19 février.

## La vie de Quodvultdeus
Les dates de naissance et de mort de saint Quodvultdeus ne sont pas connues avec précision. Il est né en Afrique, a été jeune homme à Carthage vers 407/408, puis diacre dans cette même ville vers 421. À cette date, il écrit à saint Augustin pour lui demander de rédiger un ouvrage sur les hérésies. Ce sera le De Haeresibus, qui est dédié à Quodvultdeus (Corpus Christianorum, Series latina, t. 46, col 283-351).
Entre 429 et 439 (peut-être en 437), il succède à Capréole au siège épiscopal de Carthage. Mais en 439, lorsque le roi vandale Genséric s'empare de la ville, il est exilé avec le reste du clergé et débarque à Naples. Il y rédige le Livre des promesses et des prédictions de Dieu entre 445 et 451. Il y prend aussi part à la lutte contre le pélagianisme, appuyant l'action de l'évêque saint Nostrien.
Il meurt avant le 24 octobre 454, date d'ordination de son successeur Deogratias. Il est probablement enterré à Naples, dans les catacombes San Gennaro.

## L'œuvre de Quodvultdeus
Jusqu'à très récemment son œuvre a été éditée sous les noms d'Augustin et de Prosper d'Aquitaine.
Quodvultdeus rédige entre 437 et 439 le Tractatus adversus quinque haereses ; ce Traité contre cinq hérésies, selon Irène Caiazzo, « circule sous le nom d'Augustin au Moyen Âge, il proclame la compatibilité et l'accord entre les doctrines chrétiennes et l'enseignement d'Hermès Trismégiste exposé dans l’Asclépius, ce qui favorisa l'entrée d'Hermès Trismégiste en tant que prophète païen de la révélation chrétienne dans les bibliothèques médiévales, malgré la sévère condamnation de l’Asclépius lancée par Augustin dans le De civitate Dei».
Il est l'auteur d'un Liber promissionum et praedictorum Dei, longtemps attribué à Prosper d'Aquitaine et d'un groupe de sermons attribués à Augustin.
Dans le  Livre des promesses et des prédictions de Dieu, il présente un recueil de « testimonia » florilège concernant les promesses et prophéties de Dieu, de l’origine (Genèse) jusqu’à la fin des temps (eschatologie).
Dans son œuvre, écrite dans le contexte de la lutte contre l'arianisme des envahisseurs vandales, il adopte les principes de l'exégèse allégorique ou typologique, qui doit beaucoup à La Cité de Dieu de saint Augustin.

## Source
- Les Petits Bollandistes, Vie des saints par Mgr Paul Guérin, Tome 12 du 3 au 27 octobre. Éd. Paris Bloud & Barral. 1876.

### Édition
- Livre des promesses et prédictions de Dieu. Introduction, texte latin, traduction et notes René Braun, Sources Chrétiennes 101-102, Éditions du Cerf, 1964.
- Exégèse et prédication chez Quodvultdeus de Carthage. David Kangnidi Djaba, collection Cerf Patrimoines, Éditions du Cerf, 2020, 566 p.